# Player (cântec)
„Player” este un cântec întegistrat de cântăreața Americană Tinashe pentru al doilea ei album de studio vitor, Joyide. Acesta include vocale secundare din partea cântărețului American Chris Brown. Cântecul a fost lansat de către casa de discuri RCA Records ca single-ul principal al albumului pe data de 2 octombrie 2015. „Player” a fost scris de către Tinashe, Brown, Myron Birdsong și a fost produs de către Lulou și Alexander Kronlund, și Chloe Angelides.

## General
„Player” a fost scris de către Tinashe, Chris Brown, Myron Birdsong și a fost produs de către Lulou și Alexander Kronlund, și Chloe Angelides. Acesta include vocale secundare din partea lui Brown. În ceea ce privește colaborarea, Tinashe a declarat: „Am cam vrut mereu să fac un cântec cu Chris Brown. Evident, el este unul dintre cei mai buni artiști din generația noastră... Este chiar emoționant să am ocazia de a lucra cu el”.